# Скорочення проби (корисної копалини)
Скорочення проби корисної копалини (рос. сокращение пробы, англ. abbreviation of sample, нім. Probenteilung f) — одна з основних операцій підготовки проби до досліджень (в ряду: дроблення (подрібнення) проби — перемішування (усереднення) проби — скорочення проби), мета якої — одержання з більшої кількості сипкої мінеральної маси достатню для досліджень репрезентативну порцію матеріалу.

## Способи скорочення
Скорочення проб здійснюється способами квартування, квадратування, а також з використанням рифлених та механічних скорочувачів. Останні способи дають точніші результати опробування.
- Квартування здійснюється таким чином: на вершину конуса матеріалу, що перемішаний способом «кільця і конуса», натискають плоским предметом (дошкою, заступом тощо) і отримують зрізаний конус рівномірної товщини. Зрізаний конус ділять на 4 рівні частини хрестовиною або заступом (лопатою). Дві протилежні чверті відкидають, а дві інші піддають подальшій обробці за заданою схемою.
- Квадратування застосовується для скорочення аналітичних проб. Тонкоподрібнену пробу висипають на клейонку і після ретельного перемішування розрівнюють рівномірним тонким шаром, який ділять на рівні невеликі квадрати-ки. З кожного квадратика на всю товщину шару відбирають невелику кількість матеріалу у пробу.
- Скорочення рифленими дільниками застосовується при обробці проб матеріалу крупністю не більше 25 мм.
- Механічне скорочення проби здійснюють секторним або ковшовим пробовідбирачами.

## Опис операцій скорочення проби
Скорочення проби проводять у лабораторії вручну методами квартування, квадратування або механічними скорочувачами.
- Скорочення квартуванням. Ручному скороченню за допо-могою квартування передує перемішування, зазвичай здійснюване прийомом «на конус». Цей прийом полягає в тому, що з проби вугілля совком набирають порції і насипають їх у вигляді конічної купи, тобто з проби вугілля формують конус. Для того, щоб вугілля потрапляло на поверхню конуса рівномірно, порції насипають обов'язково на вершину, переміщуючись навколо конуса за годинниковою стрілкою. Перемішування проби «на конус» проводять 2-3 рази; при створенні нового конуса порції вугілля набирають совком близько основи попереднього, поступово переміщуючись також за годинниковою стрілкою, і зсипають його на вершину наступного. При такому способі перемішування створюється рівномірний розподіл мінеральної маси по відношенню до геометричної осі конуса, але зберігається неоднорідність (сегрегація) частинок по висоті конуса. Проте ця наперед відома систематична похибка, пов'язана з сегрегацією палива в конусі, може бути подолана при скороченні методом квартування.

Метод скорочення квартуванням полягає в тому, що перемішану «на конус» пробу сплющують в зрізаний конус і ділять (квартують) за двома взаємно перпендикулярними діаметрами на чотири рівні сектори. Для створення рівномірного розподілу вугілля в зрізаному конусі сплющення конуса повинне бути проведене точно вертикальним натисканням на вершину конуса металевою пластиною. Для правильного ділення круга квартування зазвичай проводять за допомогою хрестовини, виготовленої з металу або дерева. Хрестовину вдавлюють у вугілля конуса до зіткнення з обробною плитою, при цьому центр хрестовини повинен збігатися з віссю конуса. Не знімаючи хрестовини, видаляють вугілля з двох протилежних секторів повністю на всю глибину шару. Матеріал, що залишився в двох секторах, знову перемішують способом «на конус» і квартують. Скорочення квартуванням повторюють до тих пір, поки маса проби в двох секторах не досягне потрібного значення.
- Скорочення квадратуванням. Застосовується для дрібно подрібнених матеріалів. Полягає в тому, пробу, розташовують на площині тонким шаром у вигляді прямокутника, ділять на невеликі квадратики і з кожного квадратика на всю глибину шару відбирають невелику кількість матеріалу у пробу. Похибка вибірки за рахунок неповноти взяття в пробу всього шару тим менша, чим тонший шар і чим дрібніше подрібнено вугілля, тому метод вибірки застосовують найчастіше для скорочення лабораторних проб до аналітичних. У разі скорочення методом вибірки попереднє перемішування вугілля може бути довільним, оскільки частий набір порцій, рівномірно розміщених по всій масі вугілля, робить неможливим переважне потрапляння в скорочену пробу частинок, що якісно відрізняються від загальної маси, наприклад, за зольністю.

- Механічне скорочення проби здійснюють пробовідбирачами — ківшевими, лотковими, маятниковими тощо.

## Ступінь скорочення
Величина, що показує у скільки разів вихід отриманого концентрату γк менше кількості переробленої корисної копалини: Кск = 100/γк. Ступінь скорочення показує, яку кількість тонн корисної копалини необхідно переробити для одержання 1 т концентрату.